# Мајк Матесон
Мајкл Волас „Мајк” Матесон (енгл. Michael Wallace "Mike" Matheson — Поент Клер, 27. фебруар 1994) професионални је канадски хокејаш на леду који игра на позицијама одбрамбеног играча.
Члан је сениорске репрезентације Канаде за коју је на међународној сцени дебитовао на светском првенству 2016. године, када је са Канађанима освојио титулу светског првака. Матисон је проглашен најбољим одбрамбеним играчем тог првенства, а такође је уврштен и у идеалну поставу шампионата.
Учествовао је на улазном драфту НХЛ лиге 2012. где га је као 23. пика у првој рунди одабрала екипа Флорида пантерса. 